# ライネフェルデ＝ヴォルビス
ライネフェルデ＝ヴォルビス（Leinefelde-Worbis）は、ドイツ連邦共和国チューリンゲン州アイクスフェルト郡に属する都市である。

## 概要

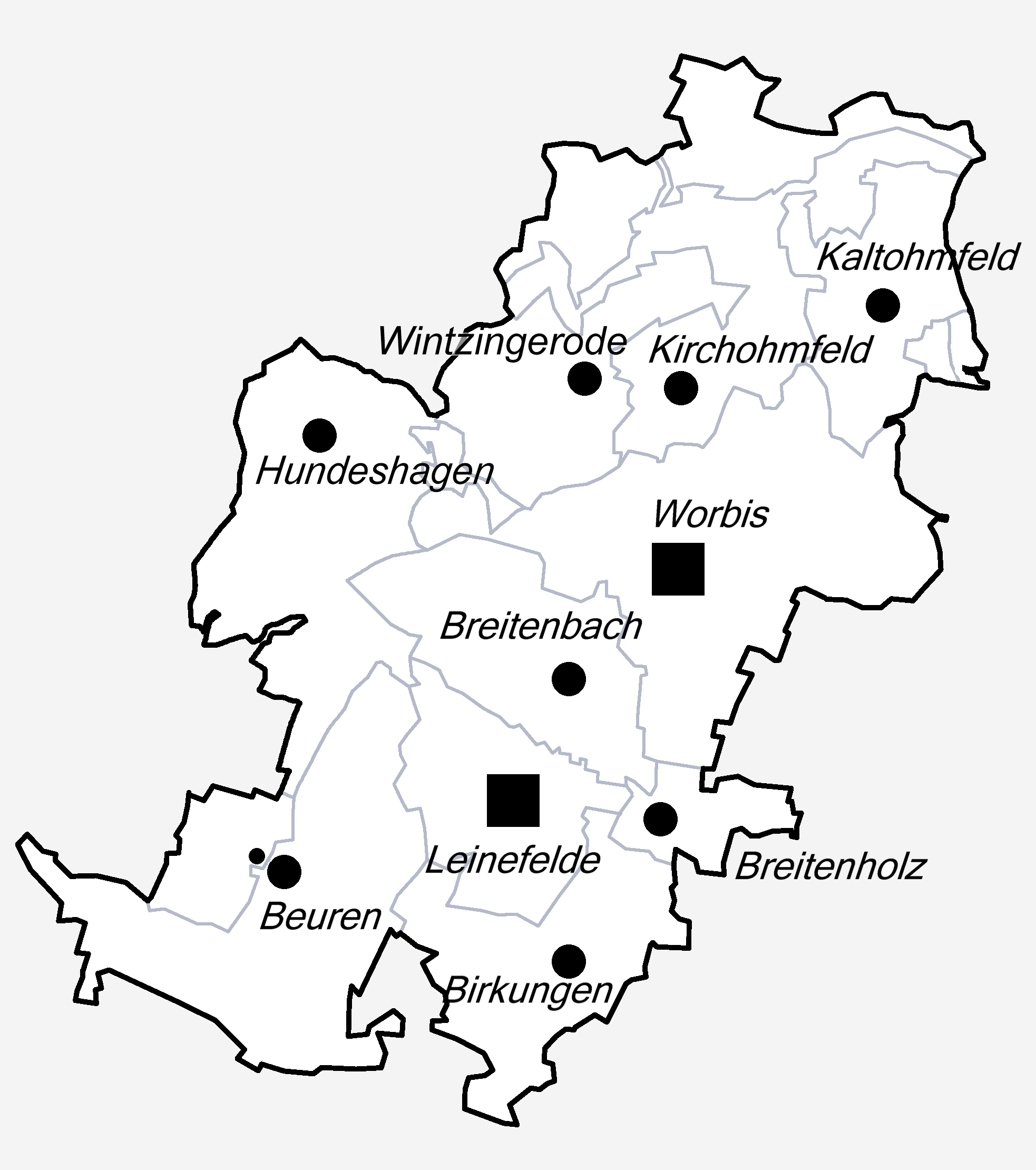
Stadtgliederung

チューリンゲン州の北西部に位置する。2004年の3月16日に、都市（Stadt）のライネフェルデ市及びヴォルビス市、並びにゲマインデのブライテンバッハ及びヴィンツィンゲローデが合併して誕生した。 
- ライネフェルデ（Leinefelde）
- ヴォルビス（Worbis）
- ボイレン（Beuren）
- ビアクンゲン（Birkungen）
- ブライテンバッハ（Breitenbach）
- ブライテンホルツ（Breitenholz）
- カルトームフェルト（Kaltohmfeld）
- キルホームフェルト（Kirchohmfeld）
- ヴィンツィンゲローデ（Wintzingerode）

## 姉妹都市
旧市町村の姉妹都市を継承している
ライネフェルデ
- 金ケ崎町、日本
- パーパ、ハンガリー
- ヘウメク、ポーランド

ヴォルビス
- メーデバッハ、ドイツ
- Annœullin、フランス
- メゼーチャート、ハンガリー

ボイレン
- メルニツェ、チェコ

ブライテンホルツ
- ベーブ、ハンガリー